# Texella hilgerensis
Texella hilgerensis is een hooiwagen uit de familie Phalangodidae.